# Ariassos
Ariassos (Areassos, Ariassuss, identyfikowante także z wymienionym przez Strabona [XII 7,2, p. 570] Aarassos) – miasto w Pizydii lub Pamfilii. Położone w okolicach współczesnego Yürükbademlisi, 55 km na północny zachód od Antalyi, na wysokości 900–1050 m n.p.m. Wymienione przez Ptolemeusza [V 5,6], Hieroklesa [681,4] i w kilku miejscach przez Notitiae episcopatuum, ale poza tym nieznane historii.
Zachowane pozostałości, odkryte w 1892, zidentyfikowane zostały jako Ariassos dzięki odnalezionej tam inskrypcji [IGR III, 422]. Znajdują się one na dwóch niewielkich wzgórzach. Na obu z nich liczne groby, niektóre dobrze zachowane. Na wzgórzu zachodnim częściowo zachowany mur otaczający miasto. Ponadto dwa dość dobrze zachowane, ale niezidentyfikowane budynki.